# Polski Fiat 125p
La Polski Fiat 125p è la versione polacca della Fiat 125 prodotta su licenza dalla FSO.
Era disponibile in versione berlina, kombi, limousine, sportiva e pick-up, mentre una versione coupé inizialmente prevista non fu mai prodotta.
Era spinta da un motore di derivazione Fiat 1300 e la differenza più evidente dalla versione italiana era la presenza di caratteristici fari rotondi.
La Polski Fiat 125p fu costruita in 1.445.699 esemplari dal 1967 fino al 26 giugno 1991. Venne prodotta con il marchio Polski Fiat fino al 1983, anno in cui terminò la licenza FIAT, e proseguì la sua carriera sotto il marchio FSO 1500.
Sulla base di questo modello FSO costruì anche la sua erede designata, la Polonez, che fu prodotta tra il 1978 e il 2000 utilizzando lo stesso telaio e meccanica, ma una carrozzeria aggiornata alla moda degli anni ottanta.

## Meccanica

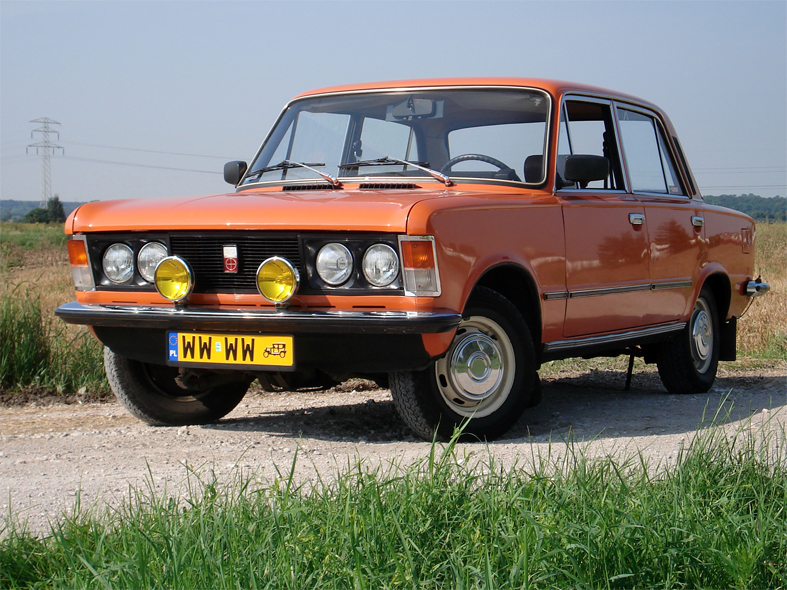
Polski Fiat 125p del 1980

Il propulsore del 1968 era il 4 cilindri in linea da 1.295cm³ (alesaggio 72,0 mm - corsa 79,5 mm) della Fiat 1300 in grado di sviluppare 70 CV, dotato di valvole in testa, aste e bilancieri e albero a camme laterale. L'alimentazione era assicurata da un carburatore doppio corpo Weber e il raffreddamento era a liquido.
La configurazione prevedeva il motore posto in posizione longitudinale anteriore con la trazione posteriore, frizione monodisco a secco e cambio a 4 marce. Per quanto riguarda il reparto sospensioni, all'avantreno erano a ruote indipendenti mentre al retrotreno ad assale rigido. L'impianto frenante presentava freni a disco all'anteriore.
Le prestazioni dichiarate erano di una velocità massima di 145 km/h con un consumo medio di 9,5 l per 100 km.
Nel 1969 entrò in produzione anche un nuovo propulsore con cilindrata di 1.481 cm³, che era quello dell'anziana Fiat 1500.
La Polski Fiat 125p venne anche assemblata presso la Zastava, consociata Fiat in Jugoslavia, per il mercato locale.